# Васильполье (Гомельская область)
Васильполье (бел. Васільполле) — деревня в Чеботовичском сельсовете Буда-Кошелёвского района Гомельской области Белоруссии.

## География

### Расположение
В 8 км на юго-запад от районного центра и железнодорожной станции Буда-Кошелёвская (на линии Жлобин — Гомель), 32 км от Гомеля. На западе граничит с лесом.

## Транспортная сеть
Транспортные связи по просёлочной, затем автомобильной дороге Жлобин — Гомель.
Планировка состоит из двух небольших участков бессистемной застройки деревянными домами усадебного типа.

## История
По письменным источникам известна с конца XIX века как посёлок в Чеботовичской волости Гомельского уезда Могилёвской губернии. В 1909 году в фольварке было 510 десятин земли.
В 1926 году в Уваровичском районе Гомельского округа. В 1929 году организован колхоз. 14 жителей деревни погибли на фронтах Великой Отечественной войны. В 1959 году в составе экспериментальной базы «Пенчин» (центр — деревня Пенчин).
В 1969 году в деревню переселились жители посёлка Хвощёвка.
До 24 октября 2002 года в составе Бервёновского сельсовета.

## Население

### Численность
- 2004 год — 11 хозяйств, 14 жителей.

### Динамика
- 1897 год — 5 дворов, 28 жителей, в фольварке 3 двора, 16 жителей (согласно переписи).
- 1925 год — 25 дворов, 158 жителей.
- 1959 год — 115 жителей (согласно переписи).
- 2004 год — 11 хозяйств, 14 жителей.

## Известные уроженцы
- Игорь Николаевич Тишин — белорусский художник.